# Chatrine Pålsson Ahlgren
Chatrine Britt Louise Pålsson Ahlgren, tidigare Nordin, född 22 juni 1947 i Södra Hestra församling, Jönköpings län, är en svensk sjuksköterska och politiker (kristdemokrat), som var riksdagsledamot 1991–2009. Hon är syster till Yvonne Andersson.
Pålsson Ahlgren var Kristdemokraternas sakkunniga när partnerskapslagen utreddes och har varit aktiv i HBT-frågor. Hon har gjort sig känd som motståndare till förslag som införandet av registrerat partnerskap, enkönade pars rätt att ansöka om adoption, assisterad befruktning för lesbiska och enkönade äktenskap.
På egen begäran entledigades Ahlgren från uppdraget som riksdagsledamot den 1 november 2009 och efterträddes av Anders Andersson.